# Chiesa di Santa Maria della Purificazione (Comano)
La chiesa di Santa Maria della Purificazione è un edificio religioso trecentesco che si trova a Comano.

## Storia
La prima menzione della chiesa risale al 1359. Nel 1468 l'edificio fu citato nuovamente come sede della parrocchia che amministrava le chiese della zona. Il suo aspetto attuale, tuttavia, si deve a una modifica radicale avvenuta nel 1613, quando fu rimodellata secondo il gusto barocco allora in voga. Precedentemente, nel 1570 circa, la chiesa era stata ampliata. Ulteriori ampliamenti risalgono a periodi precedenti.

## Descrizione
All'interno della chiesa spiccano un altare settecentesco e alcune decorazioni ad affresco che ornano il coro, opere pittoriche attribuite ad Isidoro Bianchi. Nello stesso spazio trovano posto una serie di stucchi eseguiti nel 1625 dall'artista locale Giovan Antonio Marchi.